# Sambuca Pistoiese
Sambuca Pistoiese  es una localidad italiana de la provincia de Pistoia, región de Toscana, con 1.734 habitantes.

Ubicación de la ciudad de Sambuca Pistoiese dentro de la provincia de Pistoia.

## Evolución demográfica
| Gráfica de evolución demográfica de Sambuca Pistoiese entre 1861 y 2001 |
|                                                                         |
| Fuente ISTAT - Elaboración gráfica por parte de Wikipedia               |